# Crawford County (Missouri)
Crawford County is een county in de Amerikaanse staat Missouri.
De county heeft een landoppervlakte van 1.923 km² en telt 22.804 inwoners (volkstelling 2000). De hoofdplaats is Steelville.